# Przylga
Przylga (łac. pulvillus, l. mn. pulvilli) – twór na stopie niektórych owadów.
Przylgi to boczne płatki przedstopia osadzone poniżej nasady pazurków. Wyrastają z płytek zwanych auxiliae, po jednej z każdej z nich.
U karaczanów przylga między pazurkami jest mniej lub bardziej rozwinięta. Przylgi występują również u prostoskrzydłych. U muchówek przylgi są zwykle obecne.
U grzybów przylgą (hyfopodium) nazywana jest struktura preinfekcyjna umożliwiająca grzybom pasożytniczym zamocowanie kiełkującego zarodnika na zaatakowanym organizmie.
U roślin pnących przylgą jest organ czepny osadzony u podstawy chwytnika, o wiele większej średnicy płasko-półkulistej, mający na celu umocowanie pnącej rośliny do podłoża.